# 스노 AI
스노 AI(Suno AI) 또는 간단히 스노(Suno)는 보컬과 악기 연주를 결합하거나 순전히 악기 연주인 현실적인 노래를 생성하도록 설계된 생성적 인공 지능 음악 제작 프로그램이다. 스노는 웹 애플리케이션 출시와 마이크로소프트와의 파트너십 이후 2023년 12월 20일부터 널리 사용 가능해졌으며, 여기에는 스노가 마이크로소프트 코파일럿의 플러그인으로 포함되었다.
이 프로그램은 사용자가 제공한 텍스트 프롬프트를 기반으로 노래를 제작하여 작동한다. 스노는 인공 지능을 훈련하는 데 사용된 데이터 세트를 공개하지 않지만 표절 및 저작권 문제로부터 보호되었다고 주장한다.